# Festival des 3 Continents 1993
Le Festival des 3 Continents 1993, 15e édition du festival, s'est déroulé du 23 au 30 novembre 1993.

## Jury
- Roy Ward Baker : réalisateur britannique
- Diahnne Abbott: actrice américaine
- Carmen Chaplin : actrice franco-américaine
- Claude Dityvon : photographe français
- Jean-Pierre Saire : producteur français
- Valeri Todorovski : réalisateur russe

## Sélection

### En compétition
| Titre                              | Réalisation      | Pays       |
| ---------------------------------- | ---------------- | ---------- |
| La Saga du guerrier étincelant,    | Rosemberg Cariry | Brésil     |
| Jouer pour le plaisir              | Ning Ying        | Chine      |
| Je t'aime et je t'emmène au cinéma | Ricardo Vega     | Cuba       |
| Le Cerf-volant                     | Goutam Ghose     | Inde       |
| Sara                               | Dariush Mehrjui  | Iran       |
| Ma vie sur le bicorne              | Ermek Chinarbaev | Kazakhstan |
| Principio y fin                    | Arturo Ripstein  | Mexique    |
| Les Rebelles du dieu néon          | Tsai Ming-liang  | Taïwan     |
| Le Sultan de la médina             | Moncef Dhouib    | Tunisie    |
| Pardonne-moi                       | Lưu Trọng Ninh   | Viêt Nam   |

### Autres programmations
- Hommage à Tchinguiz Aïtmatov
- Rétrospective du cinéma taïwanais
- Un Voyage transatlantique : Cinémas noirs d'Afrique et des Amériques[2]

## Palmarès
- Montgolfière d'or : Jouer pour le plaisir de Ning Ying
- Montgolfière d'argent : Sara de Dariush Mehrjui
- Prix d’interprétation féminine : Niki Karimi dans Sara, et Lucía Muñoz dans Principio y fin
- Prix d’interprétation masculine : Huang  Zongluo dans Jouer pour le plaisir
- Prix du meilleur premier film: Les Rebelles du dieu néon de Tsai Ming-liang
- Prix spécial du jury : Le Sultan de la médina de Moncef Dhouib
- Prix du public : Sara de Dariush Mehrjui[2]